# Natalio Zirulnik
Natalio Abraham Zirulnik (Buenos Aires, 19 de julio de 1939-Buenos Aires, 6 de junio de 2023) fue un animador e historietista argentino de larga trayectoria.
Ha trabajado en muchos de los mejores dibujos animados de publicidad de la Argentina. Colaboró intensamente en todos los largometrajes de Manuel García Ferré, incluida la serie para televisión Hijitus. También ha prestado su colaboración para películas de otras empresas, sin olvidar su etapa en el estudio de Jaime Díaz Producciones, animando series para la televisión norteamericana. (Hanna-Barbera, Ruby-Spears, Disney) 
En la revista Anteojito desarrolló como dibujante y guionista las aventuras de El Hada Patricia.

## Animación
- Mil intentos y un invento, Antiojito y Antifaz (1972)
- Teo, cazador intergaláctico (2004)
- Corazón, las alegrías de Pantriste (2000)
- Manuelita (1999)
- Ico, el caballito valiente (1981)
- Petete y Trapito (1975)
- Las aventuras de Hijitus (1973)

## Dibujos
- Mil intentos y un invento (1972)

## Títulos
- Las aventuras del Capitán Piluso (En el castillo del terror) (1963)